# 河 (俳誌)
「河」（かわ）は、俳誌。1958年12月、東京都にて角川源義が創刊・主宰。源義は創刊にあたり、伝統への回帰と叙情性の回復を標榜。定型と写実を重視しつつ、結社を超えた志向のもと個性的な作風を展開する。1975年10月の源義の没後、進藤一考、角川照子の主宰を経て2004年6月より角川春樹が主宰。

## 主宰
括弧内は主宰期間。
- 角川源義（1958年 - 1975年）
- 進藤一考（1975年 - 1979年）
- 角川照子（1979年 - 2004年）
- 角川春樹（2004年 - ）

## 主な参加者
退会者を含む。
- 大木あまり
- 小島健
- 堀本裕樹
- 本宮哲郎
- 吉田鴻司

## 関連文献
- 『角川源義の世界』 梅里書房、1989年